# Another Town, Another Train
Another Town, Another Train är en poplåt skriven av Benny Andersson och Björn Ulvaeus och inspelad av den svenska popgruppen Abba. Låten gavs ut som singel i Japan 1973 för att ge publicitet till gruppens debutalbum Ring ring. B-sida på singeln var "People Need Love". "Another Town, Another Train" lanserades även som singel på skivbolaget Playboy Records i USA för att följa upp "People Need Love", som varit en mindre hit där. 
Gruppen spelade även in låten på tyska under namnet "Wer im Wartesaal der Liebe steht" med text av Fred Jay. Denna version gavs ut som B-sida på singeln med den tyskspråkiga versionen av sången "Ring ring". 
Stikkan Anderson skrev en svensk text till denna låt med titeln "En annan stad, en annan vän". Den spelades in 1974 av det svenska dansbandet Schytts, och kom även in Svensktoppen. Den betraktas av vissa som en cover, men borde betraktas som en originalversion med tanke på det faktum att Abba själva aldrig spelat in låten på svenska och att det var Stikkan Anderson skrev den svenska texten. 1991 spelades den svenska versionen även in av Kikki Danielsson som tog med den på sitt album Vägen hem till dej.

### Fotnoter
1. ↑  Svensktoppen - 1974
2. ↑  Information Arkiverad 25 juli 2011 hämtat från the Wayback Machine. i Svensk mediedatabas.